# Limnosida frontosa
Limnosida frontosa är en kräftdjursart som beskrevs av Georg Ossian Sars 1862. Limnosida frontosa ingår i släktet Limnosida, och familjen Sididae. Arten är reproducerande i Sverige.